# Thermische Leistung
Die thermische Leistung ist eine physikalische Größe, die eine in einer Zeitspanne umgesetzte Wärmeenergie bezogen auf diese Zeitspanne angibt. Sie ist eine charakteristische Kenngröße einer Energieumwandlungsanlage. Sie wird üblicherweise in Kilowatt (kW) oder Megawatt (MW) angegeben und beschreibt den Wärmestrom. Zur Abgrenzung von der elektrischen Leistung (Angabe in MWel) wird als Maßeinheit auch MWth oder MWth verwendet.

## Definition für Dampfkessel, Wärmeerzeuger und Ähnliches
Der in einem Dampfkraftwerk vom Dampferzeuger erzeugte Dampf enthält Energie. Die gesamte Energie ergibt sich aus der Dampfmenge, der Dampftemperatur und dem Dampfdruck. Bei einem Dampfkessel entspricht die thermische Leistung dem Wärmeinhalt des zugefügten Brennstoffs abzüglich der Verluste durch Abgas (Schornstein) und weitere Wärmeübertragung der Anlage in die Umgebung (Abstrahlung, Wärmeleitung und Konvektion, unter anderem auch durch die Lüftung innerhalb des Kesselhauses).
Aus dem Verhältnis der thermischen Leistung zur chemischen Energie des Brennstoffs wird der Wirkungsgrad des Dampferzeugers (Dampfkessels) berechnet. Hierbei wird der Eigenbedarf der Anlage nicht berücksichtigt. Bis zur Netto-Energieabgabe eines Dampfkraftwerks in Form von elektrischer Energie in das Stromnetz müssen noch eine Reihe von Verlusten berücksichtigt werden, u. a. für die Kondenswärme (ca. 1/3 bis 2/3 der thermischen Leistung, sofern nicht ein Teil als Fernwärme weiter genutzt wird) und den Eigenbedarf (ca. 8 % der Generatorleistung).
Die thermische Leistung wird auch in der Berechnung des theoretischen Gesamtenergie-Potentials verwendet, um etwa die notwendige Kühlung eines Kraftwerkes oder Möglichkeiten der Fernwärmenutzung abzuschätzen. Eine vollständige Nutzung des gesamten Wärmestroms ist allerdings nicht möglich, da immer Verluste im gesamten Übertragungssystem (Reibung, Leckstellen usw.) auftreten. Auch bei der Übertragung des elektrischen Stroms treten Verluste auf, so dass die elektrische Leistung keine Rückschlüsse auf die tatsächlich genutzte Energie beim Endverbraucher erlaubt. Die oft bei Kraftwerken angegebene Zahl der versorgten Haushalte ist daher nur ein Schätzwert.

## Definition bei Kraft-Wärme-Kopplung
Bei Kraft-Wärme-Kopplungs-Anlagen bezeichnet die thermische Leistung die Gesamtleistung, die sich als Summe aus der elektrischen Leistung und der nutzbaren Wärmeleistung ergibt. Ein Teil der Abwärme wird hier ausgekoppelt und zum Beheizen von Gebäuden genutzt oder/und als Prozesswärme für industrielle Prozesse bereitgestellt. Durch die effizientere Nutzung der eingesetzten Energieträger lässt sich der Gesamtwirkungsgrad auf bis zu 90 % steigern.
Die folgende Tabelle zeigt das Verhältnis der elektrischen Leistung zur Abwärme bei modernen Kraftwerken während des reinen Kondensationsbetriebs ohne Wärmeauskopplung.
| Maschine, Prozess      | Eingesetzte Energie | Anteil der Abwärme in % | elektrischer Nettowirkungsgrad in % |
| Kernkraftwerk          | nuklear             | ca. 62                  | bis zu 38                           |
| GuD-Kraftwerk (Erdgas) | chemisch            | ca. 38,5                | bis zu 61,5                         |
| Wärmekraftwerk (Kohle) | chemisch            | ca. 53                  | bis zu 47                           |